# Союз-11
«Союз-11» — пилотируемый космический корабль серии «Союз» (регистрационный номер 1971-053A/05283), доставивший первый экипаж на орбитальную станцию «Салют-1» (предыдущий космический корабль «Союз-10» неудачно состыковался с орбитальной станцией, из-за повреждения стыковочного узла экипаж не смог перейти на борт станции). Космонавты погибли при возвращении на Землю из-за разгерметизации спускаемого аппарата на большой высоте. Конструкция корабля не предусматривала скафандров для экипажа.
В его честь названы холмы Союз на Плутоне (название пока не утверждено Международным астрономическим союзом).

## Экипаж
Экипаж Георгия Добровольского готовился как дублирующий для экипажа Алексея Леонова. За два дня до старта медицинская комиссия отстранила Валерия Кубасова, в связи с чем и была произведена полная замена экипажей. 4 июня 1971 решением Государственной комиссии основной экипаж отстранён от полёта из-за обнаруженного у В. Н. Кубасова затемнения в лёгких (позже выяснилось, что это лёгкая форма аллергии на цветение одного из растений на местности).
В результате замены полёт совершил дублирующий экипаж
- Командир: подполковник Георгий Добровольский
- Бортинженер: Владислав Волков
- Инженер-исследователь: Виктор Пацаев

Основной экипаж (заменённый)
- Командир: Алексей Леонов
- Бортинженер: Валерий Кубасов
- Инженер-исследователь: Пётр Колодин

Резервный экипаж
- Командир: Алексей Губарев
- Бортинженер: Виталий Севастьянов
- Инженер-исследователь: Анатолий Воронов

## История полёта

### Старт и орбитальный полёт

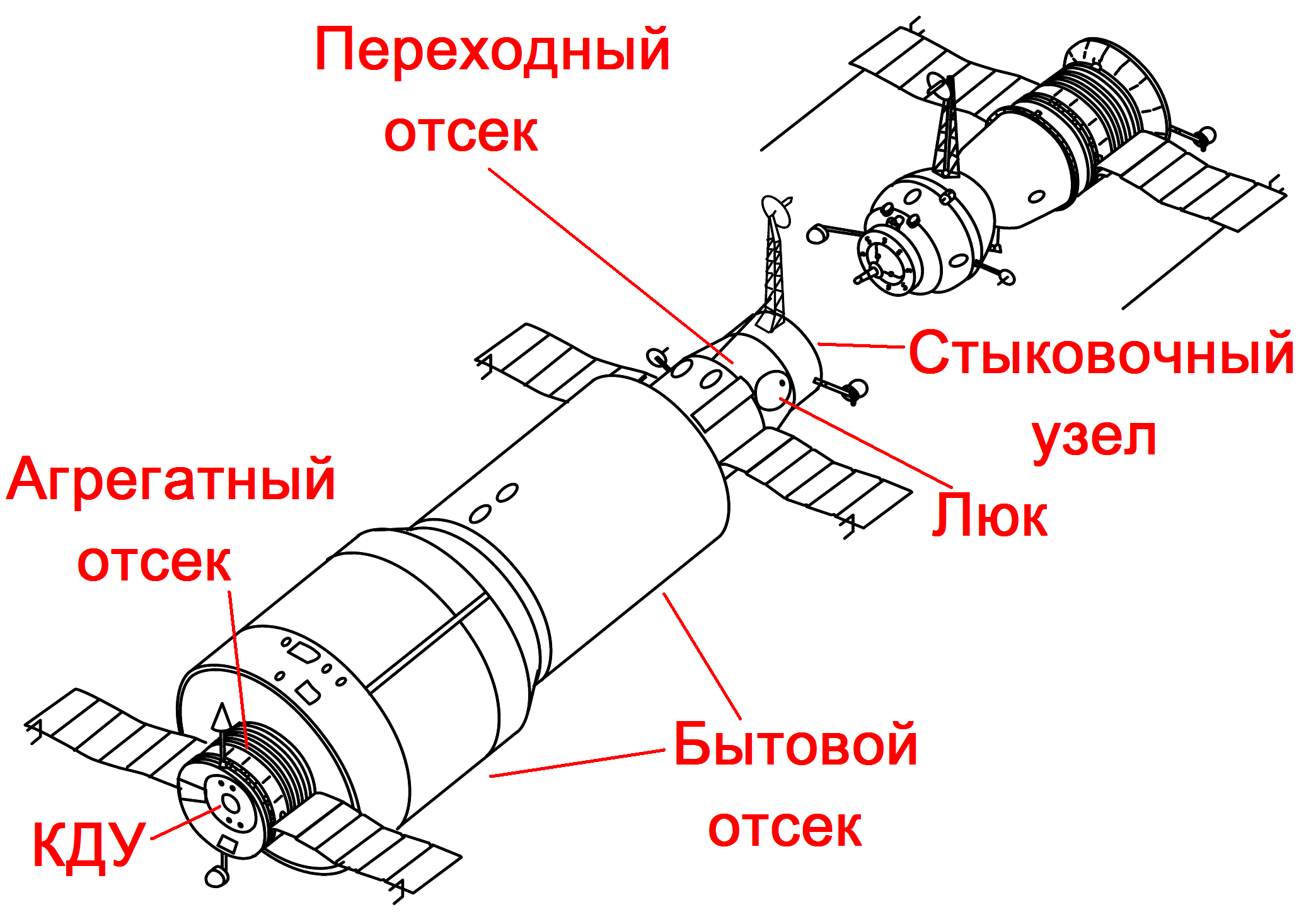
Схематичное изображение станции «Салют-1» и корабля «Союз»

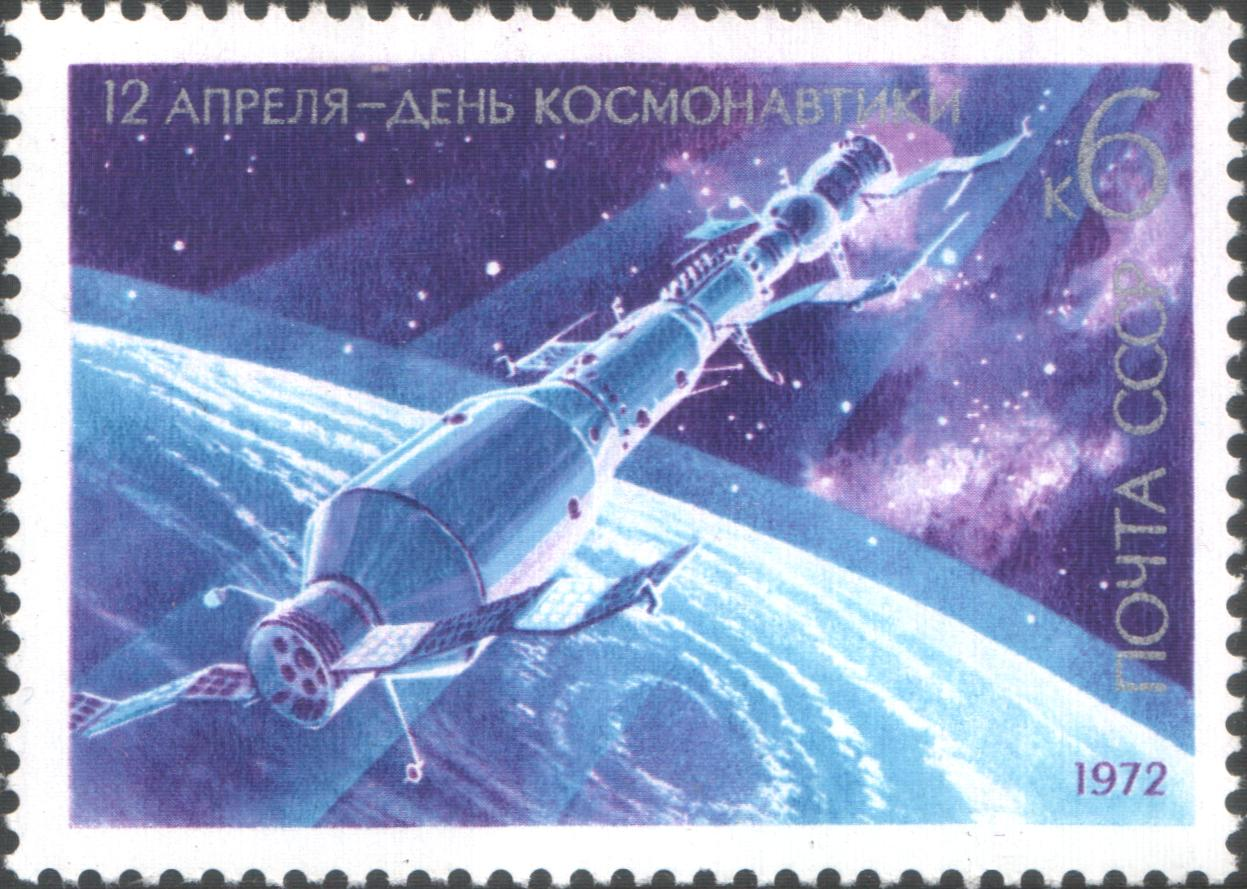
«Салют-1» и «Союз-11» на почтовой марке СССР

Выход на орбиту, сближение и стыковка со станцией «Салют-1» прошли в штатном режиме, 7 июня 1971 года экипаж приступил к расконсервации станции и работе на орбите.
Во время входа на станцию экипаж обнаружил, что воздух сильно задымлён. После ремонта вентиляционной системы космонавты провели следующие сутки в спускаемом аппарате, ожидая регенерации воздуха.
После этого экипаж приступил к запланированным работам. Пребывание на станции было продуктивным и включало ТВ-связь с Землёй. 16 июня произошло возгорание изоляции кабелей, однако ситуацию удалось нормализовать.

### Спуск с орбиты и авария
По окончании срока работ, 29 июня 1971 года, экипаж «Союза-11» стал готовиться к спуску. При закрытии люка продолжал светиться транспарант «Люк открыт». ЦУП предположил поломку датчика на обрезе люка, экипаж заблокировал его и проверил герметичность сбросом давления в бытовом отсеке.
29 июня в 21:25:15 ДМВ «Союз-11» отделился от станции. Командир корабля доложил об этом в ЦУП.
30 июня в 01:35:24 ДМВ двигатель корабля был включён на торможение и отработал заданное время.
В 01:47:28 ДМВ произошло разделение отсеков корабля, связь с экипажем прервалась.
В 01:54 ДМВ станции слежения ПВО обнаружили спускаемый аппарат в 2200 км от расчётного места посадки и вели его до самого приземления.
В 02:02:54 ДМВ на высоте около 7 км раскрылся основной парашют спускаемого аппарата. Вскоре он был обнаружен встречающими вертолётами, но экипаж на связь не выходил.
В 02:16:52 сработали двигатели мягкой посадки, полёт завершился в заданном районе.
Поисковая группа обнаружила экипаж без признаков жизни. Были проведены реанимационные мероприятия, не увенчавшиеся успехом: повреждения тканей из-за декомпрессионной болезни оказались несовместимы с жизнью. Последующее вскрытие показало наличие пузырьков воздуха по всей кровеносной системе космонавтов, воздух в камерах сердца, а также лопнувшие барабанные перепонки.
В кабине «Союза-11» были включены все передатчики и приёмники. Плечевые ремни у всех троих членов экипажа были отстёгнуты, а ремни Добровольского перепутаны, и застёгнут только верхний поясной замок. Один из двух вентиляционных клапанов находился в открытом положении. Этот клапан штатно открывался при парашютировании для выравнивания забортного атмосферного давления с давлением в спускаемом аппарате. Других отклонений от нормы специалисты не обнаружили.

## Причины гибели
Для расследования причин катастрофы была создана Правительственная комиссия под председательством академика Мстислава Келдыша.
Анализ записей автономного регистратора бортовых измерений «Мир» показал, что с момента разделения отсеков на высоте более 150 км давление в спускаемом аппарате стало резко снижаться и в течение 115 секунд упало до 50 мм рт. ст. Темп снижения давления соответствовал открытому вентиляционному клапану. Комиссия пришла к однозначному выводу: при разделении отсеков преждевременно и несанкционированно открылся вентиляционный клапан, что привело к разгерметизации спускаемого аппарата и гибели космонавтов.
Штатно вентиляционный клапан должен был открыться на небольшой высоте посредством подрыва пиропатрона. Согласно мемуарам Б. Чертока, предположительной причиной преждевременного срабатывания пиропатрона и открытия клапана стала прошедшая по корпусу спускаемого аппарата ударная волна, порождённая подрывом пиропатронов, разделяющих отсеки космического аппарата. При наземных испытаниях подтвердить эту версию не удалось: неоднократные подрывы пиропатронов разделения не вызывали детонации пиропатрона, открывающего вентиляционные клапаны, поэтому происшествие посчитали маловероятным и трудновоспроизводимым событием. Тем не менее конструкция вентиляционных клапанов впоследствии была доработана.
Положение тел членов экипажа свидетельствовало о том, что они пытались найти и ликвидировать утечку воздуха, однако в экстремальных условиях тумана, который заполнил кабину после разгерметизации, сильных болей по всему телу из-за острой декомпрессионной болезни и быстро пропавшего слуха из-за лопнувших барабанных перепонок космонавты закрыли не тот клапан и потеряли на этом время. Когда Георгий Добровольский (по другим данным, Виктор Пацаев) обнаружил истинную причину разгерметизации, ему уже не хватило времени устранить её.
Кроме того, расположение клапана и ручек управления было таким, что для работы с ними необходимо было покинуть кресло. На этот недостаток указывали лётчики-испытатели, для которых подобное недопустимо.

## Последствия полёта
После катастрофы последовал 27-месячный перерыв в запусках кораблей «Союз» (следующий пилотируемый корабль «Союз-12» был запущен 27 сентября 1973 года). За это время были пересмотрены многие концепции: компоновка органов управления корабля была сделана более эргономичной; операции выведения на орбиту и спуска на Землю стали проводить только в скафандрах «Сокол», экипаж стал состоять из двух человек (частично место третьего члена экипажа заняла установка автономного обеспечения жизнедеятельности лёгких скафандров, в составе которой заметный объём занимали баллоны с запасом сжатого кислорода).

## Память
- В 1973 году на месте приземления «Союз-11» был установлен мемориальный знак. В 1974 году — монумент памяти. В 2008 году разрушен вандалами. В 2013 году установлена мемориальная доска с подписью «Жезказган помнит». Открытие восстановленного памятника «Трём Героям» состоялось 7 июля 2016 года[4].
- В честь погибших космонавтов названы астероиды (1789) Добровольский, (1790) Волков и (1791) Пацаев и кратеры на обратной стороне Луны. Также в память о «Союзе-11» названы холмы на Плутоне (название, предложенное учёными программы «Новые горизонты», пока не утверждено Международным астрономическим союзом).
- Именами космонавтов названы научно исследовательские суда 9-го Отдельного морского измерительного комплекса. В настоящее время существует только НИС «Космонавт Виктор Пацаев».
- Улица Пацаева в г. Актобе (Казахстан).
- Улица Космонавта Волкова (Москва).
- Проспект Пацаева (Долгопрудный).
- Улицы Пацаева, Волкова и Добровольского в Орске.
- Улицы Пацаева, Волкова и Добровольского в Шепетовке (Украина).
- Улицы Пацаева, Волкова и Добровольского в Кропивницком (Украина).
- Улица Космонавта Волкова (Киров).
- Улицы Добровольского, Волкова и Пацаева во Владивостоке.
- Квартал Волкова в Луганске.
- Проспект Добровольского (Одесса).
- Улица Космонавта Пацаева[5] (Калининград).
- Улицы Добровольского, Космонавта Волкова и Космонавта Пацаева, сквер имени Волкова (Калуга).
- Улица Космонавта Волкова в Киеве.
- В память космонавтов выпущены серии почтовых марок Аджмана[6] и Умм-эль-Кайвайна 1972 года[7], блок Болгарии 1971 года[8].
- Улицы Добровольского, Волкова и Пацаева в Ростове-на-Дону, Черкассах, Кропивницком.
- Сорт томатов «Космонавт Волков».
- Имена увековечены на табличке рядом со скульптурой «Павший астронавт» на Луне.
- Также именами космонавтов названы улицы в Познани (Польша).
- Улицы Волкова и Добровольского в Лермонтове (Ставропольский край).
- Улица Добровольского в Донецке.
- Памятник в виде красного бумажного самолётика на улице Волкова в Ростове-на-Дону[9]
- В городе Пенза около школы-гимназии № 39 в честь погибших космонавтов установлена памятная стела со строками из стихотворения поэта Евгения Евтушенко «Между Родиной нашей и вами двусторонняя вечная связь».
- Улица Волкова, Добровольского и Пацаева в Кишинёве. После выхода Молдавии из состава СССР улицы были переименованы.
- Улица Космонавтов в Уфе.
- Проспект Космонавтов в Ростове-на-Дону.
- Улицы Волкова, Добровольского, Пацаева (п. Воскресенское, Нижегородская область).
- Улицы Волкова, Добровольского, Пацаева в Гагарине (Смоленская область).
- Улицы Добровольского, Волкова, Пацаева в Унече (Брянская область)[10].

### Фильмы
- Крутые дороги космоса — СССР, Центрнаучфильм, 1972.
- Добровольский, Волков, Пацаев. Вернуться и умереть — Россия, Первый канал, Тайны века, 2006.
- Гибель «Союза» — Россия, телекомпания «Останкино», ТРК «Петербург — Пятый канал», 2008.